# La Lutte de classe
La Lutte de classe war der Name zweier französischer trotzkistischer Zeitungen.

## Geschichte

### La Lutte de classe von Pierre Naville
Nach seinem Ausschluss aus der Kommunistischen Partei benannte Pierre Naville die kommunistische Zeitschrift Clarté in La Lutte des classe (1927) um. Nach dem Ausschluss Raymond Moliniers aus der Ligue communiste Ende 1935 fusionierte Naville sie mit La Vérité, wobei die neue Zeitung den Namen La Lutte ouvrière (Arbeiterkampf) annahm (ohne Bezug zur späteren Partei von Arlette Laguiller).

### La Lutte de classe von Barta
Es ist auch der Name einer trotzkistischen politischen Zeitschrift, die von Oktober 1942 bis April 1949 von der Barta-Gruppe herausgegeben wurde. Nach dem Verschwinden der Gruppe wurde der Name der Zeitschrift, leicht abgeändert in Lutte de classe, von La Lutte ouvrière übernommen, deren älteste Aktivisten aus dieser Gruppe stammten und die das Erbe dieser Gruppe für sich beanspruchte; sie machte sie zur Monatszeitschrift ihrer Organisation, als Ergänzung zu ihrer Wochenzeitung La Lutte ouvrière. Diese Zeitschrift besteht bis heute.